# Ubraye
Ubraye ist eine französische Gemeinde mit 99 Einwohnern (Stand 1. Januar 2022) im Département Alpes-de-Haute-Provence in der Region Provence-Alpes-Côte d’Azur. Sie gehört zum Arrondissement Castellane und zum Kanton Castellane. Seit 2004 ist sie ein Mitglied des Gemeindeverbandes Alpes Provence Verdon.

## Geographie
Zur Gemeinde zählen fünf kleine Dörfer: Ubraye auf 949 m, Rouainette auf 1230 m, Laval, Jaussier und Touyet. 960 Hektar der Gemeindegemarkung sind bewaldet. Der höchste Punkt in Ubraye ist die Bergspitze „La Bernarde“ auf 1941 m Ein Bach, der durch Ubraye fließt, heißt ebenfalls „La Bernarde“. 
Die angrenzenden Gemeinden sind Annot und Saint-Benoît im Norden, Entrevaux im Nordosten, Val-de-Chalvagne im Osten, Briançonnet und Soleilhas im Süden sowie Vergons im Westen.

## Bevölkerungsentwicklung
| Jahr      | 1962 | 1968 | 1975 | 1982 | 1990 | 1999 | 2009 | 2016 |
| --------- | ---- | ---- | ---- | ---- | ---- | ---- | ---- | ---- |
| Einwohner | 89   | 77   | 59   | 43   | 104  | 85   | 104  | 88   |

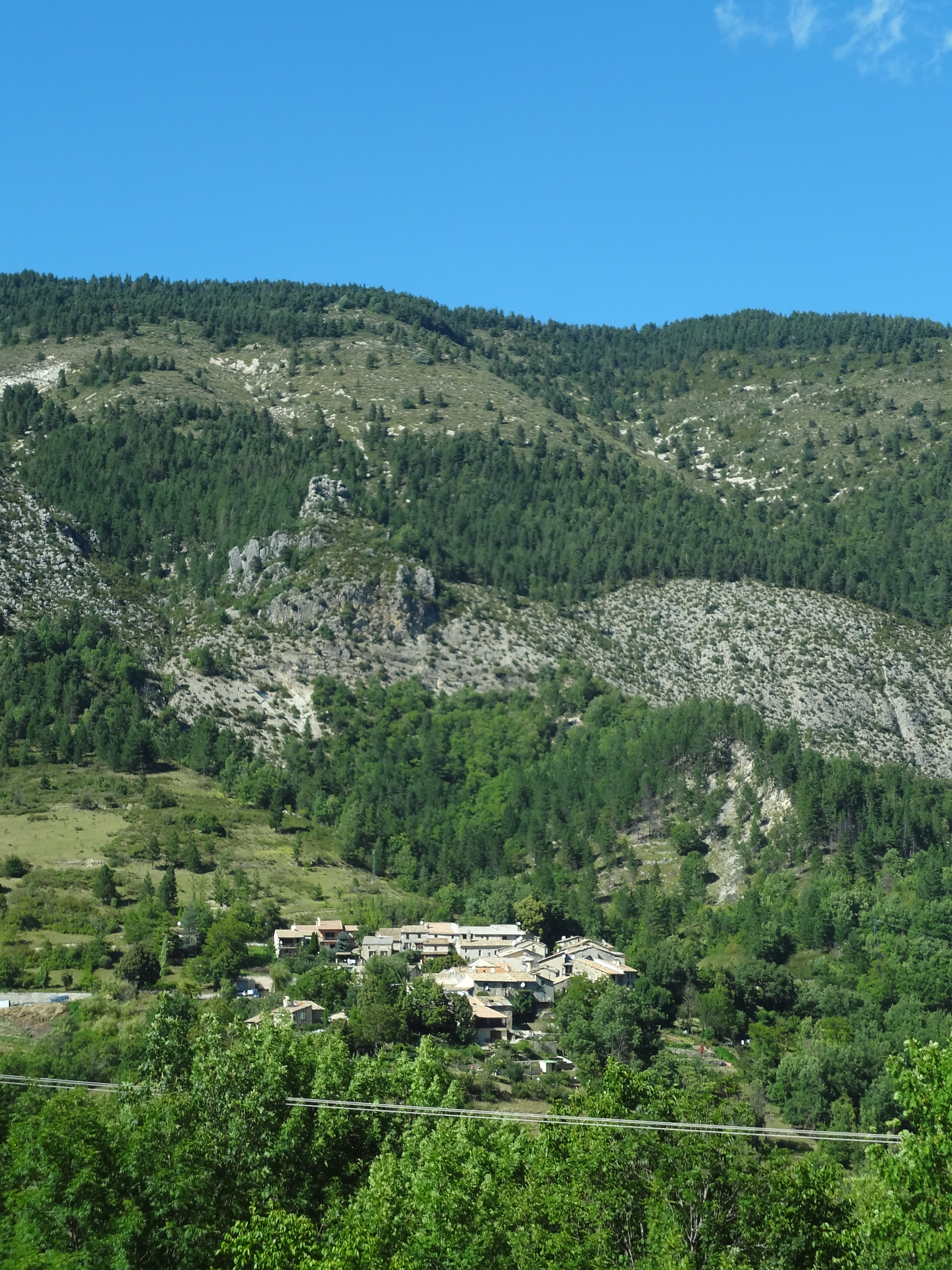
Rouainette
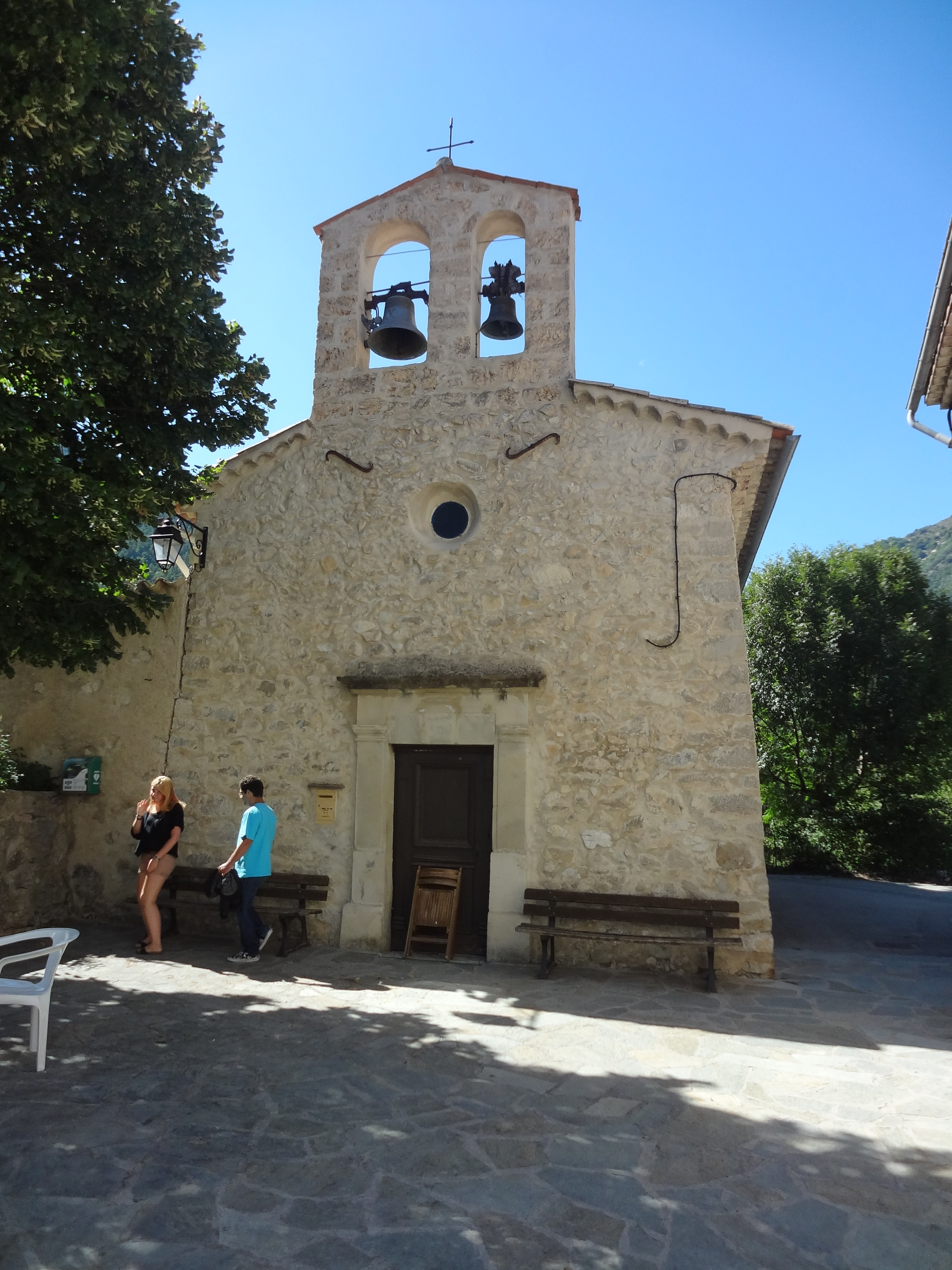
Kirche Saint-Sébastien in Rouainette
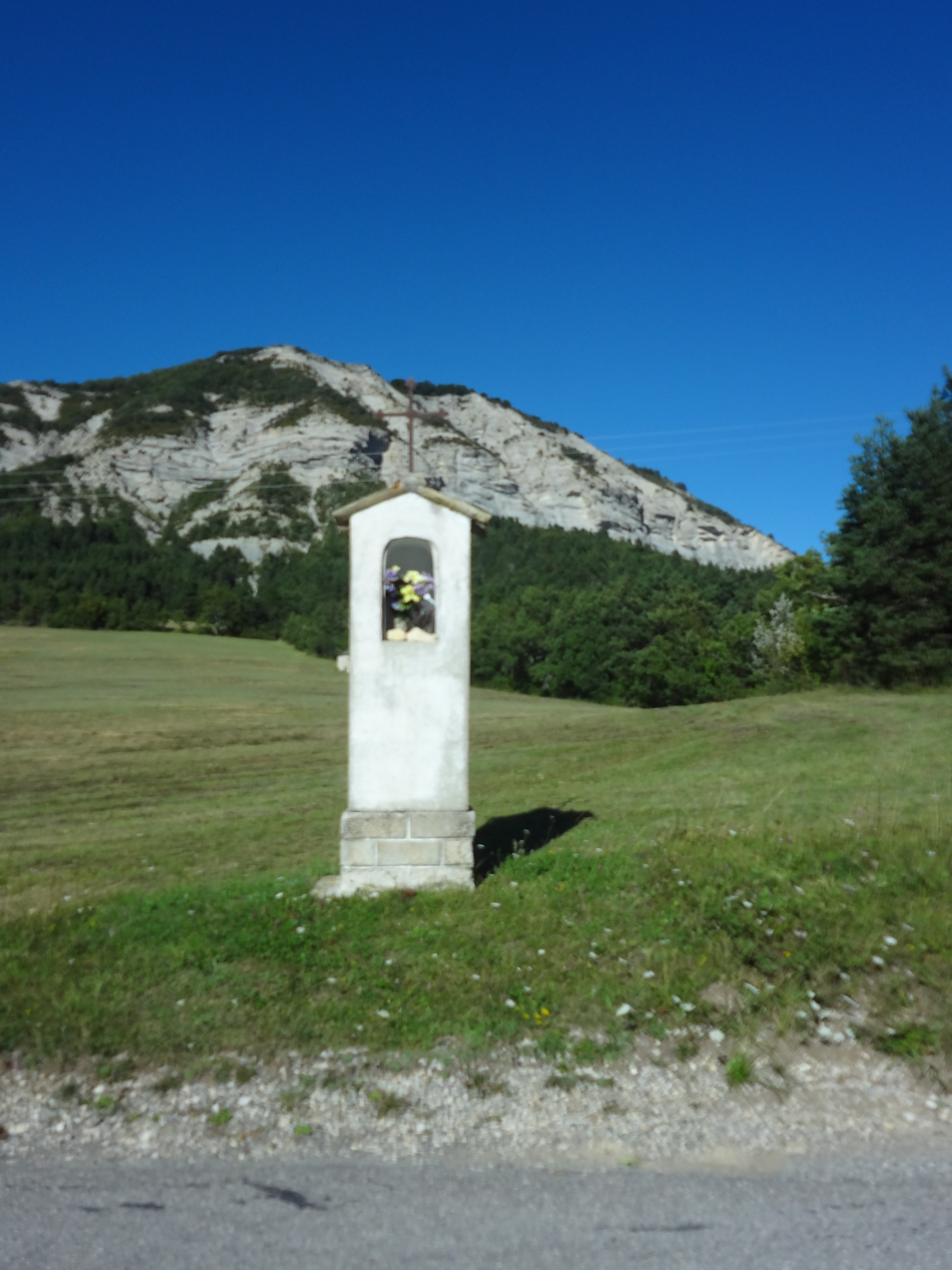
Bildstock in Laval